# No Pokies

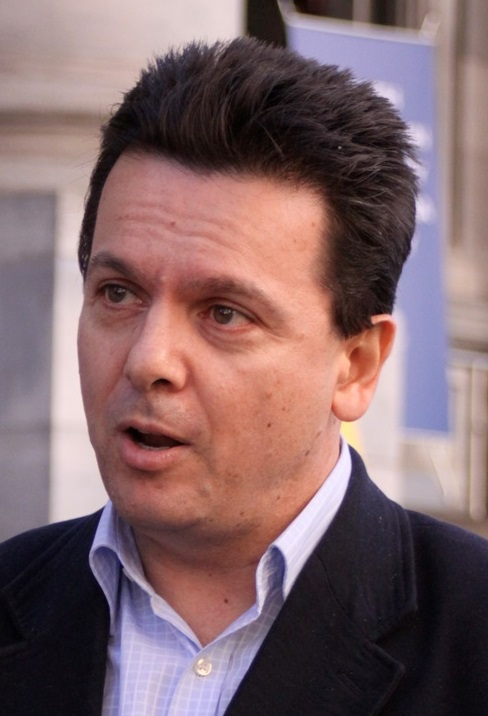
Lider ugrupowania, senator Nick Xenophon

No Pokies – nieformalne ugrupowanie polityczne działające w stanie Australia Południowa, założone w 1997 przez prawnika Nicka Xenophona. Według stanu na marzec 2012, stronnictwo posiada jednego przedstawiciela w Senacie Australii oraz dwóch w Radzie Ustawodawczej Australii Południowej. Popierani przez No Pokies kandydaci formalnie startują w wyborach jako bezpartyjny komitet wyborczy, jednak prowadzą wspólną kampanię wyborczą pod nazwą ugrupowania, przez co w odbiorze społecznym funkcjonują jako de facto partia. 

## Historia
Nazwa No Pokies pojawiła się po raz pierwszy w 1997 roku jako hasło przewodnie kampanii wyborczej Nicka Xenophona, kandydującego wówczas z powodzeniem do Rady Ustawodawczej Australii Południowej. W roku 2002 ugrupowanie bezskutecznie starało się powiększyć swój stan posiadania w tej izbie. W kolejnych wyborach w 2006 udało się mu uzyskać drugi mandat w Radzie, który objęła działaczka antynarkotykowa Ann Bressington. Również w 2006 lider No Pokies został wybrany do Senatu federalnego (objął mandat w 2007), a jego miejsce w parlamencie Australii Południowej zajął John Darley. 

## Program
Na wczesnym etapie swojego funkcjonowania, gdy No Pokies startowało w wyborach tylko na szczeblu stanowym, program ugrupowania sprowadzał się do jednego postulatu, którym była delegalizacja automatów hazardowych zwanych pokies, będących australijską wersją tzw. jednorękich bandytów. Później, gdy stronnictwo postanowiło brać udział w wyborach federalnych (choć nadal wystawiając kandydatów tylko w stanie Australia Południowa), program został rozszerzony o takie hasła jak: 
- zwiększenie skuteczności ochrony konsumentów
- decentralizacja (zwiększenie roli ustrojowej stanów kosztem rządu federalnego)
- ratyfikacja protokołu z Kioto.